# Yes Sir, I Can Boogie
Yes Sir, I Can Boogie ist ein Disco-Song von Frank Dostal und Rolf Soja aus dem Jahre 1977, der von dem spanischen Frauenduo Baccara gesungen wurde. Die Single gilt mit rund 18 Millionen verkauften Exemplaren als eine der bestverkauften aller Zeiten.

## Entstehung
Soja produzierte den Song, der zum Disco-Standard wurde. Es war 1977 ein großer Hit quer durch Europa und erreichte Platz eins der Charts u. a. in Großbritannien und Deutschland. In den Vereinigten Staaten hingegen schaffte es der Titel nicht in die Charts, trotz verschiedener Radio-Sendezeiten in mehreren Märkten. Im November 2020 wurde das Lied erneut auf Platz 57 der britischen BBC-Charts notiert.

## Kommerzieller Erfolg

### Chartplatzierungen
| ChartsChartplatzierungen     | Höchstplatzierung | Wochen |
| ---------------------------- | ----------------- | ------ |
| Deutschland (GfK)            | 1 (30 Wo.)        | 30     |
| Österreich (Ö3)              | 2 (28 Wo.)        | 28     |
| Schweiz (IFPI)               | 1 (17 Wo.)        | 17     |
| Vereinigtes Königreich (OCC) | 1 (19 Wo.)        | 19     |

| ChartsJahrescharts (1977) | Platzierung |
| ------------------------- | ----------- |
| Deutschland (GfK)         | 3           |
| Österreich (Ö3)           | 4           |
| Schweiz (IFPI)            | 5           |

### Auszeichnungen für Musikverkäufe
Die Single gilt mit schätzungsweise 18 Millionen verkauften Stück als eine der bestverkauften Singles aller Zeiten.
| Land/Region                  | Auszeichnungen für Musikverkäufe (Land/Region, Auszeichnung, Verkäufe) | Verkäufe |
| ---------------------------- | ---------------------------------------------------------------------- | -------- |
| Deutschland (BVMI)           | Gold                                                                   | 250.000  |
| Vereinigtes Königreich (BPI) | Gold                                                                   | 500.000  |
| Insgesamt                    | 2× Gold ·                                                              | 750.000  |

## Coverversionen
- Der finnische Musiker M. A. Numminen nahm eine deutsche und eine schwedische Version des Liedes auf.
- 1977 wurde eine klangähnliche Version des Liedes auf dem Album Top of the Pops, Volume 62 von ungenannten Studiomusikern aufgenommen. Als das Album 2008 auf iTunes erschien, wurde es Top of the Poppers zugeschrieben.
- 1981 nahmen Brotherhood of Man das Lied für ihr Album 20 Disco Greats / 20 Love Songs auf.
- 1985 nahm Alexander Bard das Lied für sein Album Barbie auf.
- 1990 nahm Paola Felix als Raffaella das Lied zusammen mit dem Produzent Jack White für die Sendung Verstehen Sie Spaß? auf.[11]
- 1993 nahm die israelische Sängerin Dana International das Lied auf ihrem ersten Album Dana International auf.
- Die ABBA-Coverband Björn Again nahm eine Coverversion auf, die auf ihrem Doppelalbum Flash Back!/Live erschien.
- 1999 veröffentlichte die Hip-Hop-Gruppe Fünf Sterne deluxe eine Interpretation des Liedes auf der Kompilation Pop 2000 – Das gibt’s nur einmal, die zur Fernsehdokumentation Pop 2000 (50 Jahre Popmusik und Jugendkultur in Deutschland) entstand.
- 2000 produzierte Nina Miranda von Smoke City eine Coverversion als Soundtrack des Films Born Romantic.
- 2003 veröffentlichte Goldfrapp eine Live-Cover-Version mit dem abweichenden Titel Yes Sir in der niederländischen Fassung ihres Albums Black Cherry.
- 2003 veröffentlichte Sophie Ellis-Bextor eine Version auf der B-Seite ihrer Single I Won’t Change You.
- Im Film Kinky Boots – Man(n) trägt Stiefel aus dem Jahr 2005 wird es von Chiwetel Ejiofor während des finalen Monologs und des Abspanns gesungen.
- 2008 nahm die mexikanische Band La Gusana Ciega das Lied für ihr Coveralbum Jaibol auf.
- 2008 veröffentlichten The Ukulele Orchestra of Great Britain eine Coverversion des Liedes auf ihrem Livealbum, Live in London #1.
- 2013 veröffentlichte die Band Sala & The Strange Sounds eine Version, die sie zusammen mit Mayte Mateos (Teil von Baccara) aufgenommen hatte.[12]
- 2014 spielten die Tolmachevy Sisters das Lied live in der russischen Show Odin v Odin! (One on One!).[13]
- 2021 veröffentlichte die Band The Fratellis eine Coverversion des Songs.

## Andere Verwendungen
- 2014 wurde das Lied in einer Fernsehwerbung für Cadbury Dairy Milk verwendet.[14][15]
- 2022 wurde der Song für eine H&M-Werbung verwendet.[16]